# Martín Fierro 2004 w kategoriach telewizyjnych
34. Gala rozdania nagród Martín Fierro - gala rozdania nagród za największe osiągnięcia w świecie argentyńskiego radia i telewizji., która odbyła się 22 czerwca 2004 w Hotelu Hilton w Buenos Aires. Gospodarzami wieczoru byli Araceli González i Horacio Cabak.

## Zwycięzcy i nominowani w poszczególnych kategoriach telewizyjnych
| Kategorie                                                                           | Zwycięzca                                                                                | Pozostałe nominacje |
| ----------------------------------------------------------------------------------- | ---------------------------------------------------------------------------------------- | --- |
| Martín Fierro de Oro (Złoty Martín Fierro)                                          | "Resistiré" (Telefe)                                                                     | |
| Unitario y/o miniserie (Unitario lub miniserial)                                    | "Los simuladores" (Telefe)                                                               | "Disputas" (Telefe) "Sol negro" (América) |
| Novela (Telenowela)                                                                 | "Resistiré" (Telefe)                                                                     | "Rebelde Way" (América, Canal 9) "Soy gitano" (Canal 13) |
| Comedia (Telekomedia)                                                               | "Costumbres argentinas" (Telefe)                                                         | "Malandras" (Canal 9) "Son amores" (Canal 13) |
| Periodístico (Program publicystyczny)                                               | "Ser urbano" (Telefe)                                                                    | "Día D, Clásico" (América) "Kaos, en la ciudad" (Canal 13) |
| Entretenimientos (Program rozrywkowy)                                               | "Trato hecho" (Telefe)                                                                   | "Pulsaciones" (Canal 13) "Susana Giménez" (Telefe) |
| Interés general                                                                     | "Almorzando con Mirtha Legrand" (América)                                                | "Grandiosas" (Canal 13) "Misterios y milagros" (Canal 13) |
| Cultural/educativo (Program kulturalny/edukacyjny)                                  | "Científicos industria argentina" (Canal 7)                                              | "20 años de democracia: sangre, sudor y lágrimas" (América) "Aventura National Geographic" (Canal 13)                                                                         |
| Deportivo (Program sportowy)                                                        | "Fútbol de Primera" (Canal 13)                                                           | "Carburando" (Canal 13) "MDQ, para todo el mundo" (Canal 13) |
| Humorístico (Program humorystyczny)                                                 | "Televisión registrada" (América)                                                        | "Caiqa quien caiga" (Canal 13) "El show de Videomatch" (Telefe) |
| Musical (Program muzyczny)                                                          | "Los capos del tango" (Canal 7)                                                          | "Rockódromo" (Canal 7) "Sin estribos" (Canal 7) |
| Noticiero (Program informacyjny)                                                    | "América noticias" (América)                                                             | "Informe central" (América) "Telenoche" (Canal 13) |
| Actor protagonista de programa unitario y/o miniserie                               | Rodrigo de la Serna za "Sol negro" (América)                                             | Diego Peretti za "Los simuladores" (Telefe) Alejandro Urdapilleta za "Sol negro" (América)                                                                                    |
| Actriz protagonista de programa unitario y/o miniserie                              | Florencia Peña za "Disputas" (Telefe)                                                    | Dolores Fonzi za "Disputas" (Telefe) i "Mujeres en rojo" (Telefe) Julieta Ortega za "Disputas" (Telefe)                                                                       |
| Actor protagonista de comedia (Aktor pierwszoplanowy w telekomedii)                 | Gabriel Goity za "Femenino, masculino" (Canal 9)                                         | Nicolás Cabré za "Son amores" (Canal 13) Guillermo Francella za "Durmiendo con mi jefe" (Canal 13)                                                                            |
| Actriz protagonista de comedia (Aktorka pierwszoplanowa w telekomedii)              | Florencia Bertotti za "Son amores" (Canal 13)                                            | Gabriela Toscano za "Son amores" (Canal 13) María Valenzuela za "Costumbres argentinas" (Telefe)                                                                              |
| Actor protagonista de novela (Aktor pierwszoplanowy w telenoweli)                   | Fabián Vena za "Resistiré" (Telefe)                                                      | Juan Darthés za "Soy gitano" (Canal 13) Pablo Echarri za "Resistiré" (Telefe)                                                                                                 |
| Actriz protagonista de novela (Aktorka pierwszoplanowa w telenoweli)                | Carolina Fal za "Resistiré" (Telefe)                                                     | Julieta Díaz za "Soy gitano" (Canal 13) Romina Gaetani za "Soy gitano" (Canal 13)                                                                                             |
| Labor humorística                                                                   | Antonio Gasalla za "Susana Giménez" (Telefe)                                             | Florencia de la V za "La peluquería de los Mateos" (Canal 9) Humberto Tortonese za "Susana Giménez" (Telefe)                                                                  |
| Actor de reparto de programa untario y/o miniserie                                  | Carlos Belloso za "Sol negro" (América)                                                  | Roberto Carnaghi za "Disputas" (Telefe) Roly Serrano za "Disputas" (Telefe)                                                                                                   |
| Actriz de reparto de programa unitario y/o miniserie                                | Mimí Ardú za "Hospital público" (América)                                                | Rita Cortese za "Sol negro" (América) Nacha Guevara za "Disputas" (Telefe) |
| Actor de reparto de novela/comedia (Aktor drugoplanowy w telenoweli/telekomedii)    | Daniel Fanego za "Resistiré" (Telefe)                                                    | Joaquín Furriel za "Soy gitano" (Canal 13) Antonio Grimau za "Soy gitano" (Canal 13)                                                                                          |
| Actriz de reparto de novela/comedia (Aktorka drugoplanowa w telenoweli/telekomedii) | Tina Serrano za "Resistiré" (Telefe)                                                     | Lola Berthet za "Costumbres argentinas" (Telefe) Betiana Blum za "Soy gitano" (Canal 13)                                                                                      |
| Actuación especial femenina (Występ specjalny - aktorka)                            | China Zorrilla za "Son amores" (Canal 13) i "Durmiendo con mi jefe" (Canal 13)           | Moria Casán za "Costumbres argentinas" (Telefe) Rita Terranova za "Los simuladores" (Telefe) Mónica Villa za "Los simuladores" (Telefe)                                       |
| Actuación especial masculina (Występ specjalny - aktor)                             | Luis Luque za "Los simuladores" (Telefe)                                                 | Roberto Carnaghi za "Soy gitano" (Canal 13) Damián de Santo za "Disputas" (Telefe)                                                                                            |
| Labor/conducción periodística femenina                                              | Mónica Gutiérrez za "América informa" (América) i "Informe central" (América)            | Mónica Cahen D'Anvers za "Telenoche" (Canal 13) Deborah Pérez Volpin za "Telenpche" (Canal 13) i "El noticiero de Santo" (Canal 13)                                           |
| Labor/conducción periodística masculina                                             | Jorge Lanata za "Día D" (América) i "¿Por qué?" (América)                                | Santo Biasatti za "El noticiero de Santo" (Canal 13) i "En síntesis" (Canal 13) Juan Castro za "Kaos, en la ciudad" (Canal 13) Daniel Tognetti za "Punto doc" (América)       |
| Animación/conducción femenina                                                       | Mirtha Legrand za "Almorzando con Mirtha Legrand" (América)                              | Susana Giménez za "Susana Giménez" (Telefe) Claribel Medina za "12 corazones" (Canal 13)                                                                                      |
| Animación/conducción masculina                                                      | Roberto Pettinato za "Indomables" (América)                                              | Marcelo Tinelli za "El show de Videomatch" (Telefe) Julián Welch za "Trato hecho" (Telefe)                                                                                    |
| Autor/libretista (Autor/scenarzysta)                                                | Gustavo Belatti i Mario Segade za "Resistiré" (Telefe) i "Tres padres solteros" (Telefe) | Marcos Carnevale i Marcela Guerty za "Soy gitano" (Canal 13) Damián Szifron za "Los simuladores" (Telefe)                                                                     |
| Director (Reżyser)                                                                  | Carlos Luna, Daniel Aguirre i Miguel Colom za "Resistiré" (Telefe)                       | Jorge Nisco i Sebastián Pivotto za "Soy gitano" (Canal 13) Damián Szifron za "Los simuladores" (Telefe)                                                                       |
| Producción integral                                                                 | "Los simuladores" (Telefe)                                                               | "Resistiré" (Telefe) "Soy gitano" (Canal 13) |
| Revelación (Odkrycie)                                                               | Claudio Quinteros za "Resistiré" (Telefe)                                                | Gabriel Almirón za rolę Pacotillo w "La peluquería de los Mateos" (Canal 9) Eduardo Calvo za "El show de Videomatch" (Telefe) Juana Viale za "Costumbres argentinas" (Telefe) |
| Aviso publicitario                                                                  | García/González (Quilmes)                                                                | Nacimientos (Zoológico de Buenos Aires) Potrero (Coca-Cola) Sinfonía (Pampers)                                                                                                |
| Labor en programa deportivo                                                         | Alejandro Fantino za "Fantino con todo (América)                                         | Sergio Gendler za "Telenoche" (Canal 13) Juan Pablo Varsky za "Leyendas del deporte" (Canal 13)                                                                               |
| Infantil y/o juvenil (Program dla dzieci lub młodzieży)                             | "Piñón Fijo es mi nombre" (Canal 13)                                                     | "El club del Zorro" (Canal 13) "Zapping Zone" (Telefe) "Animax" (Canal 7) |
| Banda de sonido original (Oryginalna ścieżka dźwiękowa)                             | "Mi religión" - Javier Calamaro dla "Soy gitano" (Canal 13)                              | "Animales de costumbres" - Alejandro Lerner i Juanse dla "Costumbres argentinas" (Telefe) "Malandras" - Bersuit Vergarabat dla "Malandras" (Canal 9)                          |